# بطولة كرة السلة للرجال العشرة الكبار
تقام بطولة كرة السلة للرجال العشرة الكبار Big Ten men's basketball tournament سنويًا في نهاية الموسم العادي لكرة السلة الجامعية للرجال. تقام البطولة كل عام منذ عام 1998. يحصل الفائز في البطولة على لقب Big Ten Tournament Champion، ويشارك تلقائيًا في بطولة NCAA. وكانت بطولة العشرة الكبار واحدًا من آخر أقسام كرة السلة للجامعات في NCAA Division I.
```
عادة ما تقام نهائيات البطولة مباشرة قبل الإعلان عن بطولة NCAA، على الرغم من أنها عقدت في عام 2018 قبل أسبوع من يوم الأحد المحدد.
```

في سبع مناسبات، وصل بطل البطولة إلى النهائي الرابع من بطولة NCAA (ولاية ميشيغان في 1999 و2000 و2019، وإلينوي في 2005، وولاية أوهايو في 2007، وويسكونسن في 2015، وميشيغان في 2018). في عام 2000، فاز بطل ولاية ميتشيغان ببطولة NCAA. فازت ثلاث مدارس ببطولتين متتاليتين وهما: ولاية ميشيغان (1999، 2000)، وولاية أوهايو (2010، 2011)، ثم ميتشيغان (2017، 2018).

## المُضيف
تقام بطولات كرة السلة للرجال العشرة الكبار في مواقع محايدة كل عام. أقيمت البطولات الأربع الأولى في يونايتد سنتر في شيكاغو، إلينوي. وابتداءً من عام 2002، تناوبت البطولة بين United Center وConseco Fieldhouse (المعروفة لاحقًا باسم Bankers Life Fieldhouse، والآن باسم Gainbridge Fieldhouse) في إنديانابوليس، إنديانا. في عام 2008، أُقيمت البطولة في إنديانابوليس واستمرت فيها لمدة خمس سنوات. 
في 5 يونيو 2011، أُعلن أن البطولة ستعود إلى التناوب بين إنديانابوليس وشيكاغو. أقيمت بطولات 2013 و2015 في United Center في شيكاغو وأقيمت بطولات 2014 و2016 في Bankers Life Fieldhouse في إنديانابوليس. 
أقيمت بطولة 2017 في مركز فيريزون في واشنطن العاصمة   وأقيمت بطولة 2018 في ماديسون سكوير جاردن في نيويورك وأقيمت قبل أسبوع من المعتاد بسبب بطولة Big East، التي انتهت في 4 مارس 2018، قبل يوم الأحد المحدد بأسبوع واحد.    عادت بطولات 2019 إلى 2022 إلى التناوب بين يونايتد سنتر في شيكاغو وبانكرز لايف فيلدهاوس في إنديانابوليس.  في 9 فبراير 2021، أُعلن عن نقل نسخة 2021 من البطولة إلى ملعب لوكاس أويل في إنديانابوليس بسبب بروتوكولات الصحة والسلامة المتعلقة بجائحة فيروس كورونا COVID-19. ستعود البطولة إلى شيكاغو في عام 2023.  في 20 أبريل 2022، أُعلن أن مينيابوليس ستستضيف الحدث في عام 2024 في تارجت سنتر. 

## النتائج حسب السنة
| سنة  | البطل                         | Seed                          | النتيجة                       | الثاني في السباق              | Seed                          | أفضل لاعب                             | المكان                                |
| ---- | ----------------------------- | ----------------------------- | ----------------------------- | ----------------------------- | ----------------------------- | ------------------------------------- | ------------------------------------- |
| 1998 | ميتشغان                       | 4                             | 76–67                         | بيردو                         | 3                             | روبرت ترايلور، Michigan               | يونايتد سنتر، شيكاغو                  |
| 1999 | ولاية ميتشغان ‏                | 1                             | 67–50                         | إلينوي                        | 11                            | متين كليفز، Michigan State            | يونايتد سنتر، شيكاغو                  |
| 2000 | ولاية ميتشغان ‏                | 2                             | 76–61                         | إلينوي                        | 4                             | موريس بيترسون، Michigan State         | يونايتد سنتر، شيكاغو                  |
| 2001 | آيوا                          | 6                             | 63–61                         | إنديانا                       | 4                             | ريجي إيفانز، Iowa                     | يونايتد سنتر، شيكاغو                  |
| 2002 | أوهايو                        | 2                             | 81–64                         | آيوا                          | 9                             | بوبان سافوفيتش، Ohio State            | جينبريدج فيلدهاوس، إنديانابوليس       |
| 2003 | إلينوي                        | 2                             | 72–59                         | أوهايو                        | 8                             | بريان كوك، Illinois                   | United Center, Chicago                |
| 2004 | ويسكونسن                      | 2                             | 70–53                         | إلينوي                        | 1                             | ديفين هاريس، Wisconsin                | Conseco Fieldhouse, Indianapolis      |
| 2005 | إلينوي                        | 1                             | 54–43                         | ويسكونسن                      | 3                             | جيمس أوغستين، Illinois                | United Center, Chicago                |
| 2006 | آيوا                          | 2                             | 67–60                         | أوهايو                        | 1                             | Jeff Horner, Iowa                     | Conseco Fieldhouse, Indianapolis      |
| 2007 | أوهايو                        | 1                             | 66–49                         | ويسكونسن                      | 2                             | جريج أودن، Ohio State                 | United Center, Chicago                |
| 2008 | ويسكونسن                      | 1                             | 61–48                         | إلينوي                        | 10                            | ماركوس لاندري، Wisconsin              | Conseco Fieldhouse, Indianapolis      |
| 2009 | بيردو                         | 3                             | 65–61                         | أوهايو                        | 5                             | روبي هومل، Purdue                     | Conseco Fieldhouse, Indianapolis      |
| 2010 | أوهايو                        | 1                             | 90–61                         | مينيسوتا                      | 6                             | إيفان تيرنر، Ohio State               | Conseco Fieldhouse, Indianapolis      |
| 2011 | أوهايو                        | 1                             | 71–60                         | بنسلفانيا                     | 6                             | جاريد سلينجير، Ohio State             | Conseco Fieldhouse, Indianapolis      |
| 2012 | ولاية ميتشغان ‏                | 1                             | 68–64                         | أوهايو                        | 3                             | درايموند غرين، Michigan State         | Conseco Fieldhouse, Indianapolis      |
| 2013 | أوهايو                        | 2                             | 50–43                         | ويسكونسن                      | 4                             | آرون كرافت، Ohio State                | United Center, Chicago                |
| 2014 | ولاية ميتشغان ‏                | 3                             | 69–55                         | ميتشغان                       | 1                             | براندن داوسون، Michigan State         | جينبريدج فيلدهاوس, Indianapolis       |
| 2015 | ويسكونسن                      | 1                             | 80–69OT                       | ولاية ميتشغان ‏                | 3                             | فرانك كامينسكي، Wisconsin             | United Center, Chicago                |
| 2016 | ولاية ميتشغان ‏                | 2                             | 66–62                         | بيردو                         | 4                             | دينزل فالنتاين، Michigan State        | Bankers Life Fieldhouse, Indianapolis |
| 2017 | ميتشغان                       | 8                             | 71–56                         | ويسكونسن                      | 2                             | ديريك والتون، Michigan                | Verizon Center، واشنطن العاصمة        |
| 2018 | ميتشغان                       | 5                             | 75–66                         | بيردو                         | 3                             | موريتز فاغنر (لاعب كرة سلة), Michigan | ماديسون سكوير جاردن، نيويورك          |
| 2019 | ولاية ميتشغان ‏                | 1                             | 65–60                         | ميتشغان                       | 3                             | Cassius Winston, Michigan State       | United Center, Chicago                |
| 2020 | أُلغيت بسبب جائحة فيروس كورونا | أُلغيت بسبب جائحة فيروس كورونا | أُلغيت بسبب جائحة فيروس كورونا | أُلغيت بسبب جائحة فيروس كورونا | أُلغيت بسبب جائحة فيروس كورونا | أُلغيت بسبب جائحة فيروس كورونا         | أُلغيت بسبب جائحة فيروس كورونا         |
| 2021 | إلينوي                        | 2                             | 91–88OT                       | أوهايو                        | 5                             | Ayo Dosunmu, Illinois                 | ملعب لوكاس أويل، Indianapolis         |
| 2022 | آيوا                          | 5                             | 75–66                         | بيردو                         | 3                             | كيغان موراي، Iowa                     | Gainbridge Fieldhouse, Indianapolis   |
| 2023 | بيردو                         | 1                             | 67–65                         | بنسلفانيا                     | 10                            | زاك إيدي, Purdue                      | United Center, Chicago                |
| 2024 | لم تُلعب بعد                   | لم تُلعب بعد                   | لم تُلعب بعد                   | لم تُلعب بعد                   | لم تُلعب بعد                   | لم تُلعب بعد                           | تارغت سنتر، مينيابوليس، مينيسوتا      |